# Thanh Hiền (nghệ sĩ)
Thanh Hiền là diễn viên điện ảnh và truyền hình Việt Nam, bà được biết đến qua các vai phụ nữ nông thôn hiền lành trong các phim Sao tháng Tám, Làng Vũ Đại ngày ấy. Sau một thời gian vắng bóng, năm 2021, bà tái xuất và nhận được nhiều phản hồi tích cực từ khán giả với hai vai diễn bà mẹ cay nghiệt và nhan hiểm trong hai phim truyền hình Mùa hoa tìm lại và Thương ngày nắng về.

## Tiểu sử và sự nghiệp
Thanh Hiền sinh năm 1954 trong gia đình nhà nông có 9 anh chị em tại Bắc Giang.
Thông qua người chú họ của Thanh Hiền, là một cán bộ văn hóa, hai vị đạo diễn Huy Thành và Phạm Văn Khoa đã từng gặp Thanh Hiền trong chuyến đi tuyển diễn viên cho bộ phim Chị Dậu. Năm 1973, bà được tuyển thẳng vào lớp diễn viên khóa II của Trường Điện ảnh Việt Nam cùng với Thanh Quý, Diệu Thuần, Minh Châu, Bùi Bài Bình... Khi đang học năm thứ hai, bà và một số bạn học được tham gia đóng bộ phim Sao tháng Tám của đạo diễn Trần Đắc.
Sau thời gian mổ mắt và dưỡng bệnh, năm 2021, Thanh Hiền trở lại đầy bất ngờ với vai diễn một bà mẹ cay nghiệt trong phim truyền hình Mùa hoa tìm lại. Đây là một vai diễn hoàn toàn trái ngược với các hình tượng nhân vật bà từng đảm nhận. Cũng trong năm 2021, một bộ phim truyền hình khác mà bà cũng tham gia đảm nhận người mẹ hiểm độc là Thương ngày nắng về.
Thanh Hiền lập gia đình với một diễn viên của Nhà hát Kịch Việt Nam, họ có một người con trai duy nhất từng tốt nghiệp Đại học kinh tế và đi làm được 4 năm thì anh chuyển sang học quay phim.

## Tác phẩm

### Phim điện ảnh
| Năm  | Tựa đề                   | Vai diễn    | Chú thích |
| ---- | ------------------------ | ----------- | --------- |
| 1976 | Sao tháng Tám            | Mến         |           |
| 1977 | Bình minh xôn xao        |             |           |
| 1978 | Tiếng gọi phía trước     |             |           |
| 1982 | Làng vũ đại ngày ấy      | Vợ giáo Thứ |           |
| 1983 | Ngày ấy bên sông Lam     |             |           |
| 1983 | Mắt trẻ thơ              | Giáo viên   |           |
| 1991 | Giông tố                 |             |           |
| 2021 | Kiều                     |             |           |
| 2024 | Cu li không bao giờ khóc | Bà sinh     |           |

### Phim truyền hình
| Năm  | Tựa đề                                        | Vai diễn   | Phát hành | Chú thích            |
| ---- | --------------------------------------------- | ---------- | --------- | -------------------- |
| 1994 | Cuốn sổ ghi đời                               |            | VTV       | Điện ảnh truyền hình |
| 1995 | Những người sống bên tôi                      |            | VTV       | Ngắn tập             |
| 1996 | Những cuộc tìm kiếm                           |            | VTV       | Điện ảnh truyền hình |
| 1996 | Trả giá                                       |            | VTV       | Điện ảnh truyền hình |
| 1997 | Bông cúc tím                                  | Bà Bấy     | VTV       | Điện ảnh truyền hình |
| 1997 | Cơn bão đen                                   | Nhàn       | VTV       | Điện ảnh truyền hình |
| 1997 | Bong bóng lên trời                            |            | VTV       | Điện ảnh truyền hình |
| 1998 | Cầu vồng đi đón cơn mưa                       | Mẹ Huyền   | VTV       | Điện ảnh truyền hình |
| 1998 | Chuyện tình của tôi                           | Toàn       | VTV       | Điện ảnh truyền hình |
| 1998 | Giọt nắng cuối chiều                          | Bà Tú      | VTV       | Điện ảnh truyền hình |
| 1998 | Người nối dõi                                 | Mẹ Cường   | VTV       | Điện ảnh truyền hình |
| 1998 | Chân dung tình yêu                            |            | Hanoi     | Điện ảnh truyền hình |
| 2000 | Ước nguyện trước hoàng hôn                    | Bà Cát Lợi | Hanoi     | Điện ảnh truyền hình |
| 2000 | Hát mãi khúc quân hành                        |            | VTV       | Điện ảnh truyền hình |
| 2000 | Nước mắt đàn ông                              |            | VTV       | Điện ảnh truyền hình |
| 2001 | Thầy giáo dạy văn                             | Kim Tước   | VTV       | Điện ảnh truyền hình |
| 2002 | Chớm nắng                                     | Bà Lai     | VTV       | Ngắn tập             |
| 2002 | Những ngọn nến trong đêm                      | Bà Thi     | VTV       | Dài tập              |
| 2002 | Mùa cưới                                      |            | VTV       | Điện ảnh truyền hình |
| 2002 | Những người đã hết thời                       | Bà Hoa     | VTV       | Điện ảnh truyền hình |
| 2003 | Chuyện xảy ra trước Tết                       | Bà Đông    | VTV       | Điện ảnh truyền hình |
| 2003 | Về quê ăn Tết                                 |            | VTV       | Điện ảnh truyền hình |
| 2003 | Miếu làng                                     | Bà Na      | Hanoi     | Điện ảnh truyền hình |
| 2004 | Thời gian trong ống nứa                       |            | Hanoi     | Điện ảnh truyền hình |
| 2004 | Hoa xuyến chi                                 | Bà Được    | VTV       | Điện ảnh truyền hình |
| 2004 | Đêm mưa                                       |            | VTV       | Điện ảnh truyền hình |
| 2005 | Con đường gian khổ                            | Bà mẹ Xuân | VTV       | Ngắn tập             |
| 2005 | Miền đồi ấm áp                                | Bà Thơm    | VTV       | Ngắn tập             |
| 2005 | Xóm gà trống                                  |            | VTV       | Điện ảnh truyền hình |
| 2005 | Đám cưới ở thiên đường                        | Bà Hòa     | VTC       | Ngắn tập             |
| 2005 | Mạnh hơn công lý                              | Bà Thư     | Hanoi     | Ngắn tập             |
| 2006 | Đèn vàng                                      |            | VTV       | Ngắn tập             |
| 2006 | Cảnh sát hình sự: Lời sám hối muộn màng       | Mẹ Đàn     | VTV       | Ngắn tập             |
| 2006 | Miền quê thức tỉnh                            | Bà Mân     | VTV       | Ngắn tập             |
| 2006 | Nhịp xòe hoa                                  | Một Liêng  | VTV       | Ngắn tập             |
| 2007 | Mùa trăng khuyết                              | Mẹ Diêu    | VTV       | Ngắn tập             |
| 2007 | Làng ven đô                                   | Viên       | VTV       | Ngắn tập             |
| 2007 | Hoãn ăn hỏi                                   |            | VTV       | Ngắn tập             |
| 2007 | Cảnh sát hình sự: Đột kích                    |            | VTV       | Điện ảnh truyền hình |
| 2008 | Cảnh sát hình sự: Tên sát nhân có tài mở khóa | Bà Thuần   | VTV       | Ngắn tập             |
| 2008 | Hoa dại                                       |            | VTC       | Ngắn tập             |
| 2008 | Con đường sáng                                |            | Hanoi     | Ngắn tập             |
| 2009 | Ngõ lỗ thủng                                  | Vợ Don     | VTV       | Dài tập              |
| 2009 | Bước nhảy xì tin                              | Bà Hiền    | VTV       | Ngắn tập             |
| 2010 | A2Z: Dịch vụ gỡ rối từ A đến Z                | Mẹ Vinh    | VTV       | Dài tập              |
| 2010 | Blog nàng dâu                                 | Bà Thu     | VTV       | Dài tập              |
| 2010 | Bí thư Tỉnh ủy                                | Bà Bắc     | VTV       | Dài tập              |
| 2010 | Tết cháy ô-sin                                | Bà Gái     | VTV       | Ngắn tập             |
| 2011 | Cảnh sát hình sự: Chỉ còn lại tình yêu        | Mẹ Thắng   | VTV       | Dài tập              |
| 2011 | Chủ tịch tỉnh                                 | Bà Sính    | VTV       | Dài tập              |
| 2011 | Khúc ca cho tình nhân                         | Bà Hồng    | VTV       | Dài tập              |
| 2011 | Làm bố thật tuyệt                             | Bà Nhung   | VTV       | Dài tập              |
| 2012 | Đàn trời                                      | Bà Mý      | VTV       | Dài tập              |
| 2012 | Những công dân tập thể                        | Bà Ngân    | VTV       | Dài tập              |
| 2013 | Tình như chiếc bóng                           |            | VTC       | Dài tập              |
| 2014 | Đường lên Điện Biên                           | Bà Mế Kế   | VTV       | Dài tập              |
| 2014 | Vô cảm                                        | Mẹ Thành   | VTV       | Điện ảnh truyền hình |
| 2015 | Cánh gió đầu xuân                             |            | VTV       |                      |
| 2015 | Mạch ngầm vùng biên ải                        | Bà Soan    | VTV       |                      |
| 2017 | Đi qua mùa hạ                                 | Bà Cẩm     | VTV       |                      |
| 2021 | Mùa hoa tìm lại                               | Bà Hảo     | VTV       |                      |
| 2021 | Thương ngày nắng về                           | Bà Lựu     | VTV       |                      |
| 2024 | Hoa sữa về trong gió                          | Bà Xuân    | VTV       |                      |